# Rinaldo e Armida (Annibale Carracci)
Rinaldo e Armida è un dipinto di Annibale Carracci, databile al 1601 circa, custodito nel Museo nazionale di Capodimonte a Napoli. Vi è raffigurato un episodio della Gerusalemme liberata di Torquato Tasso, descritto nel XVI canto del poema.

## I Carracci e la Gerusalemme liberata
I Carracci condividono la sostanziale primogenitura della raffigurazione grafica e pittorica del poema del Tasso.
La prima edizione illustrata della Gerusalemme liberata, infatti, pubblicata a Genova nel 1590, fu corredata da 20 incisioni (più il frontespizio) – tratte da disegni di Bernardo Castello – per metà dovute ad Agostino Carracci.
Dal canto suo Ludovico Carracci, nel 1593, realizzava un dipinto, anch'esso dedicato a Rinaldo e Armida che si rimirano nello specchio (Napoli, Museo di Capodimonte), che è tra le primissime raffigurazioni pittoriche di rilievo dedicate all'opera di Torquato Tasso.
Anche il quadro di Annibale, all'incirca del 1601, si colloca, quindi, tra le più precoci rappresentazioni tratte dai versi del poeta.

## Storia

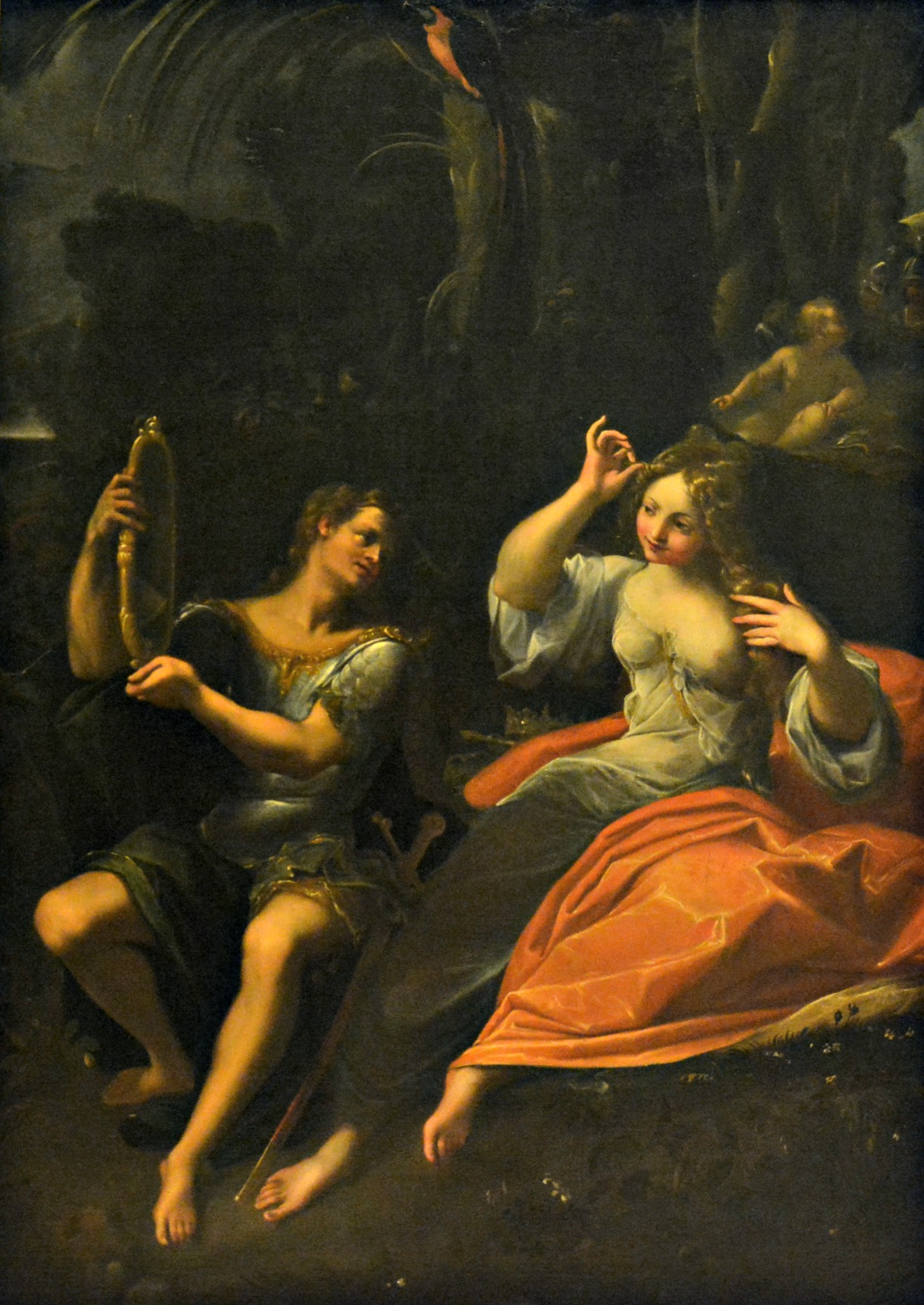
Ludovico Carracci, Rinaldo e Armida, 1593, Museo nazionale di Capodimonte

Il dipinto fu realizzato per il cardinale Odoardo Farnese ed era destinato ad adornare gli ambienti di una dépendance del celebre Palazzo di famiglia, fatta costruire da Odoardo sulla riva del Tevere come luogo di svago e di ritiro strettamente privato.
La decorazione degli ambienti fu affidata ai fratelli Annibale ed Agostino Carracci, già da qualche anno al servizio di Odoardo, impegnati nella realizzazione degli affreschi della dimora principale dei Farnese.
Per questa occasione Carracci realizzò non solo il Rinaldo e Armida, ma anche una Venere dormiente con amorini (Museo Condé di Chantilly), collocata nella stessa stanza. I due dipinti sono probabilmente in rapporto tra loro, sia per lo sviluppo orizzontale di entrambi sia per la carica sensuale che li pervade.
Proprio nella lunga e al tempo celebre ekphrasis dedicata da Giovanni Battista Agucchi alla Venere di Chantilly si fa menzione anche del Rinaldo e Armida. Agucchi, infatti, esordisce affermando di essersi recato presso la residenza dei Farnese «per vedervi un quadro della favola del Tasso, divinamente in pittura rappresentato dal S. Annibale Carracci».
Come gran parte dei dipinti di proprietà dei Farnese, anche questa tela confluì prima a Parma e quindi a Napoli, dove tuttora si trova.

## Descrizione e stile

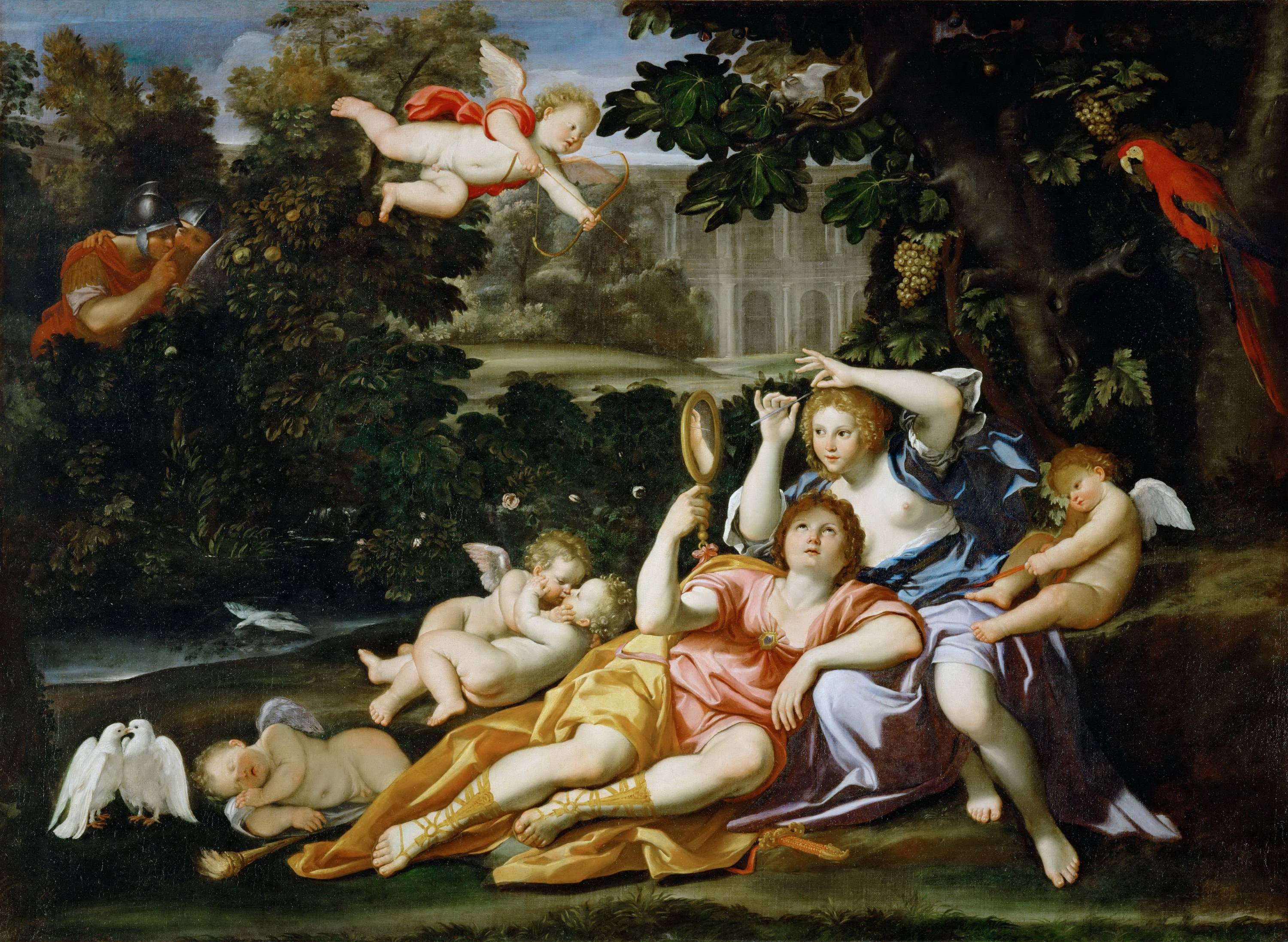
Domenichino, Rinaldo e Armida, 1617-1621, Museo del Louvre

Armida ha ammaliato Rinaldo con la sua bellezza e le sue  arti di maga e lo ha condotto nel suo giardino incantato per distoglierlo dalla crociata. Anche Armida, però, si è innamorata dell'eroe. Nel momento raffigurato nel dipinto i due sono intenti a guardarsi nello specchio magico di Armida che ella ha utilizzato per irretire il campione cristiano.
Infatti, Annibale mostra Rinaldo in una posa di totale rilassatezza ed abbondono: la spada giace a terra a suggello del distacco dell'eroe dai suoi doveri di crociato.
Armida, bellissima, copre con i suoi capelli biondo oro quelli di Rinaldo, espediente con il quale Annibale ha voluto sottolineare la femminilizzazione prodotta nel prode cavaliere dall'incantesimo d'amore. Lo stesso effetto di devirilizzazione è accentuato dal rosa della tunica di Rinaldo in contrasto con il deciso blu del drappo che ricopre Armida.

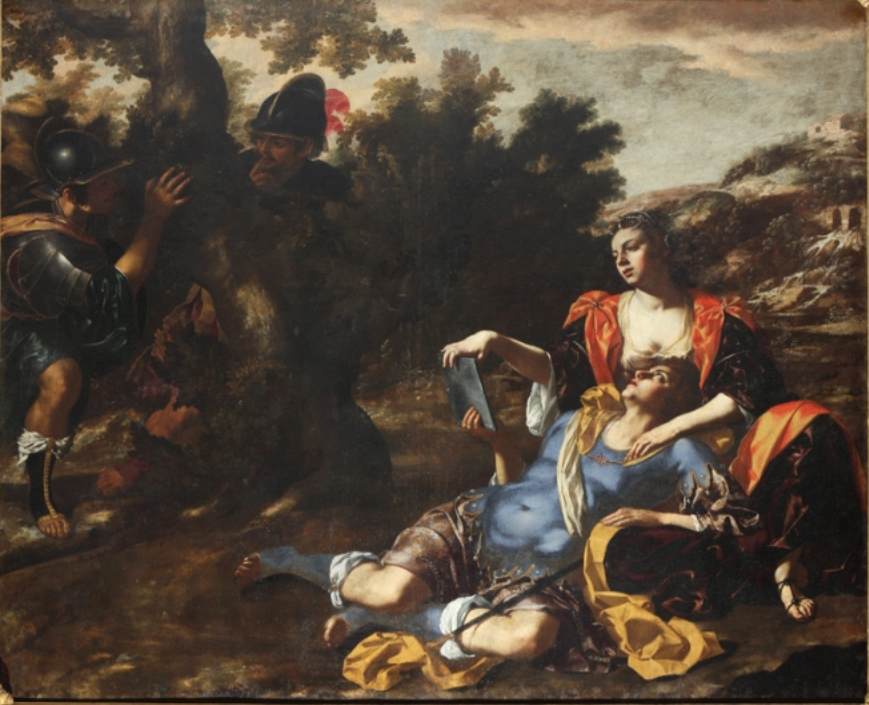
Paolo Finoglio, Rinaldo e Armida, 1640 ca., Conversano, Castello Acquaviva

L'impianto del dipinto è classico e Rinaldo sembra quasi una divinità fluviale, si coglie, inoltre, il richiamo delle iconografie rinascimentali sugli amori di Venere. Classica è anche l'architettura sullo sfondo, riccamente istoriata da rilievi, probabilmente allusiva alle descrizioni del Tasso del Palazzo di Armida.
Sopraggiungono, però, i compagni d'arme di Rinaldo - si vedono tra le fronde sulla sinistra del dipinto - che di lì a poco gli disveleranno l'incantesimo e lo ricondurranno tra le schiere cristiane.
Un paio di decenni dopo, quest'opera di Annibale sarà ripresa dal suo allievo Domenichino in un dipinto di identico soggetto, ora custodito al Louvre. Lo Zampieri, in una composizione pur derivata da quella di Annibale, introduce la variante della presenza di alcuni putti, uno dei quali sta per colpire Armida con una freccia, a sottolineare che anche la maga mussulmana si è innamorata del prode Rinaldo
Altra importante ripresa del modello carraccesco si trova nella tela con Rinaldo e Armida di Paolo Finoglio, parte del ciclo sul poema del Tasso realizzato per il castello degli Acquaviva a Conversano, nel barese, che è una delle più rilevanti imprese figurative derivate dalla Gerusalemme liberata.